# Дюбийар, Франсуа-Виржиль
Франсуа-Виржиль Дюбийар (фр. François-Virgile Dubillard; 16 февраля 1845, Суа, Франция — 1 декабря 1914, Шамбери, Франция) — французский кардинал. Епископ Кемпера с 14 декабря 1899 по 16 декабря 1907. Архиепископ Шамбери с 16 декабря 1907 по 1 декабря 1914. Кардинал-священник с 27 ноября 1911, с титулом церкви Санта-Сусанна с 30 ноября 1911.